# Glaphyropteridopsis pallida
Glaphyropteridopsis pallida är en kärrbräkenväxtart som beskrevs av Ren-Chang Ching och W. M. Chu. Glaphyropteridopsis pallida ingår i släktet Glaphyropteridopsis och familjen Thelypteridaceae. Inga underarter finns listade.